# 15811 Nüsslein-Volhard
15811 Nüsslein-Volhard és un asteroide del cinturó principal amb un període orbital de 2090.7913361 dies (5.72 anys). Va ser descobert el 10 de juliol de 1994.